# 신고전주의 음악
신고전주의 음악(Neoclassicism Music)은 빈 고전파 이후에 나타난 음악으로서 명확한 조성감(調性感)과 함께 뚜렷한 형식감을 갖춘 일반적으로 호모포닉한 양식을 부르는 명칭이다.
스트라빈스키의 발레곡 <풀치넬라>(1920)가 신고전주의 융성의 계기가 되었다. 반(反)바그너이즘, 반낭만주의를 표방하는 프랑스의 '6인조'는 이른바 '비대병'(肥大病)에 걸린 음악형식을 본래의 모습으로 되찾아 프랑스 고전정신의 회복을 목표로 하여 전음계적 화성법을 써서 소나타나 모음곡 형식으로 작품을 썼다.

## 민족적 신고전주의
바르토크가 확립한 몇 개의 독자적인 음악어법(音樂語法)은 마자르의 민족음악 연구에 기초를 두고 있다. 초기의 작품으로는 전래된 그대로의 소재가 쓰였으나 1936년의 <현악기와 타악기의 첼레스타 음악>과 다음해의 <2대의 피아노와 타악기의 소나타> 같은 추상형식을 사용한 대작의 작곡에 즈음하여 그는 '배음렬음계(倍音列音階)', '황금분할(黃金分割)', '기능근친(機能近親)' 등 그의 독자적인 음악어법을 조작하여 이를 배타적으로 사용했다. 음계는 거의 반음계적이며 마쟈르 민요의 음계에 가깝기 때문에 민족음악 그 자체가 작품에 모습을 나타내지는 않으나 여기에는 민족적 색채를 느끼게 한다.